# Aleksander Wiśniowiecki (ok. 1560–1594)
Aleksander Wiśniowiecki (ur. ok. 1560, zm. początek września 1594) – kniaź, starosta czerkaski, kaniowski, korsuński, lubecki, łojowski. Przedstawiciel „królewskiej” gałęzi rodziny książąt Wiśniowieckich, twórca ekonomicznych podstaw potęgi rodu.

## Życiorys
Był najstarszym synem Michała Wiśniowieckiego, późniejszego kasztelana kijowskiego i Elżbiety (Halszki) Zenowiczówny. Nie wiadomo nic o jego dzieciństwie i wykształceniu. Był polskojęzyczny (ojciec posługiwał się ruskim i polskim, ale podpisywał się zawsze, niezależnie od języka dokumentu, cyrylicą).
15 września 1580 r. otrzymał przywilej na starostwa czerkaskie i kaniowskie po ojcu. Dokument został podpisany przez króla Stefana Batorego pod Wielkimi Łukami podczas wojny polsko-moskiewskiej. W wyprawie pod Wielkie Łuki brał udział Michał Wiśniowiecki. Dokonana w tym czasie cesja starostw, potwierdzona przywilejem królewskim, czyni bardzo prawdopodobnym również udział syna. Pomimo że starszy Wiśniowiecki zachował tytuły starosty czerkaskiego i kaniowskiego do końca życia (1584), Aleksander przejął faktyczny zarząd starostwami. Ze względu na ich wielkość i pograniczne położenie na skraju Dzikich Pól zarządzanie tymi starostwami czyniło starostę ważną postacią publiczną i wiązało się z obowiązkiem obrony południowo-wschodniej granicy Korony. Ciągłe potyczki z najazdami tatarskimi, próby utrzymania kontroli nad Kozakami i wykorzystania ich siły militarnej do obrony granic, działania kolonizacyjne na zadnieprzańskich pustkowiach, a przy okazji również dbałość o osobiste interesy i powiększanie majątku wypełniły Aleksandrowi Wiśniowieckiemu resztę życia.
Młody starosta przystąpił do energicznego działania. Król już w 1581 r. upominał Wiśniowieckiego aby przestrzegał przywilejów skarżących się mieszczan kaniowskich co do użytkowania przez nich gruntów wokół miasta i praw łowieckich. Wkrótce pojawił się konflikt z największym wówczas posiadaczem ziem na Zadnieprzu Michałem Bajbuzą, ojcem Tychona. W styczniu 1592 roku został członkiem komisji królewskiej mającej na celu stłumienie powstania Kosińskiego. 2 lutego 1593 roku brał udział w rozgromieniu oddziałów Kosińskiego w bitwie pod Piątkiem, jednak był zwolennikiem zawarcia ugody z pokonanymi buntownikami. W dniu 22 maja 1593 roku został oblężony przez zbuntowanych Kozaków Kosińskiego w Czerkasach, jednakże kontratak Wiśniowieckiego spowodował rozgromienie atakujących i śmierć przywódcy powstania co doprowadziło do jego zakończenia.